# Alex Stockman
Alex Stockman (Hasselt, 1962) is een Belgisch filmregisseur, scenarist en -producent.
In 1986 behaalde hij een graduaat Economisch Vertaler Frans, Engels, Duits. Hij werkte als vertaler voor de Maatschappij voor Mechanografie ter Toepassing van de Sociale Wetten en als rock- en filmrecensent voor het weekblad Humo.
Na enkele kortfilms debuteert regisseur-scenarist Stockman in 2001 met de langspeelfilm Verboden te zuchten. Tien jaar later volgde Pulsar. Samen met Kaat Camerlynck en Françoise Hoste heeft hij het filmproductiehuis Corridor opgericht, dat naast de eigen films van Stockman ook Bruxelles, mon amour (2001), Any Way the Wind Blows (2003) en Retour (2006) produceerde.

## Filmografie
- Violette (1995) kortfilm
- In de vlucht (1997) kortfilm
- Verboden te zuchten (2001)
- Eva reste au placard les nuits de pleine lune (2006) kortfilm
- Pulsar (2010)